# Павлович, Корнел
Корнел Павлович (рум. Cornel Pavlovici 2 апреля 1943, Бухарест — 8 января 2013, Бухарест) — румынский футболист, игрок сборной Румынии.

## Карьера
Павлович играл за футбольные клубы: «Армата», «Арджеш», «Петролул», «Прогресул», «Тырговиште» и «Брашов». Нападающий также 7 раз выступал за сборную Румынии, забив в общей сложности семь голов. Со своей национальной командой Павлович участвовал в Олимпийских играх 1964 года в Токио и забил два гола на групповом этапе, но затем Румыния потерпела поражение в четвертьфинале от Венгрии, со счетом 0:2.
Он умер 8 января 2013 года в Бухаресте в возрасте 69 лет.